# Kurt Herterich
Kurt Herterich (geb. 7. Juli 1928 in Bayreuth; gest. 5. Mai 2015 ebenda) war ein deutscher Beamter und nach seiner Pensionierung als „schriftstellernder Laie“ Autor stadtgeschichtlicher Publikationen über Bayreuth.

## Biographie
Der Stadthistoriker Herterich befasste sich in seinen Werken auf akribische Weise, teilweise Haus für Haus, mit der Geschichte und Gegenwart der Stadt Bayreuth und ihrer Bewohner. Den Schwerpunkt seines Wirkens bildete sein Heimatstadtteil Kreuz, dem er zwei Bücher widmete und wo er am Aufbau der evangelischen Kreuzkirche maßgeblich beteiligt war. Einen dritten Band über den Stadtteil Kreuz stellte er noch fertig, dieser wurde jedoch nicht verlegt. Davon existieren zehn Exemplare, von denen eines die Kreuzkirchengemeinde erhielt.
Der Bayreuther Lokalhistoriker Bernd Mayer hatte Herterich Anfang der 1990er Jahre ermuntert, über den Stadtteil Kreuz zu schreiben. Daraus wurde eine zehnbändige Beschreibung auch anderer Teile der Stadt. Der frühere Oberbürgermeister Dieter Mronz schrieb im Vorwort zu einem seiner Bücher: „Dem Autor ... gebührt einmal mehr unser aufrichtiger Dank und unsere Anerkennung für die professionelle Darstellung all dessen, was eine charaktervolle Stadt wie Bayreuth so lebens- und liebenswert macht.“
Kurt Herterich wurde im Stadtteil Kreuz, in der gleichnamigen Straße, geboren und verbrachte dort sein Leben. Er hatte zwei jüngere Brüder, sein Vater starb in sowjetischer Kriegsgefangenschaft. Die Ehe mit seiner Frau Elisabeth blieb kinderlos. Vor seiner Pensionierung war Herterich Leiter des Sozial- und Versicherungsamts der Stadt Bayreuth. Nach fast 43-jähriger Dienstzeit bei der Stadt ging er im Februar 1989 in den Ruhestand.
Als bekennendem Christen lag ihm die Kreuzkirchengemeinde am Herzen. Bald nach der Einweihung des Gebäudes im Jahr 1960 wurde er Mitglied des Kirchenvorstands und blieb dies mehr als drei Jahrzehnte lang.

## Werke
- Bayreuth – Kreuz. Stadtteilbetrachtungen und Erinnerungen. Ellwanger, Bayreuth 1992, ISBN 978-3-925361-13-5.
- Ein Bayreuther Straßendreieck. Ellwanger, Bayreuth 1994, ISBN 978-3-925361-21-0.
- Südliches Bayreuth. Ellwanger, Bayreuth 1996, ISBN 978-3-925361-26-5.
- Im historischen Bayreuth. Ellwanger, Bayreuth 1998, ISBN 978-3-925361-35-7.
- Im südöstlichen Bayreuth. Ellwanger, Bayreuth 2000, ISBN 3-925361-38-3.
- Durchs südwestliche Bayreuth. Ellwanger, Bayreuth 2001, ISBN 3-925361-39-1.
- Im östlichen Bayreuth. Ellwanger, Bayreuth 2002, ISBN 978-3-925361-42-5.
- Vom Bayreuther Schloßturm zum Festspielhügel. Ellwanger, Bayreuth 2003, ISBN 978-3-925361-47-0.
- Im Herzen von Bayreuth. Ellwanger, Bayreuth 2005, ISBN 978-3-925361-51-7.
- Bayreuth – Kreuz II. Aktualisierte Stadtteilbetrachtung und 50 Jahre Evangelische Kreuzkirche. Ellwanger, Bayreuth 2009, ISBN 978-3-925361-71-5.